# Municipio de Burr Oak (condado de Doniphan)
El municipio de Burr Oak (en inglés: Burr Oak Township) es un municipio ubicado en el condado de Doniphan en el estado estadounidense de Kansas. En el año 2010 tenía una población de 159 habitantes y una densidad poblacional de 1,91 personas por km².

## Geografía
El municipio de Burr Oak se encuentra ubicado en las coordenadas 39°51′7″N 94°58′18″O / 39.85194, -94.97167. Según la Oficina del Censo de los Estados Unidos, el municipio tiene una superficie total de 83.32 km², de la cual 81,13 km² corresponden a tierra firme y (2,62 %) 2,18 km² es agua.

## Demografía
Según el censo de 2010, había 159 personas residiendo en el municipio de Burr Oak. La densidad de población era de 1,91 hab./km². De los 159 habitantes, el municipio de Burr Oak estaba compuesto por el 95,6 % blancos, el 4,4 % eran afroamericanos. Del total de la población el 3,14 % eran hispanos o latinos de cualquier raza.